# Hugh Fortescue, IV conte Fortescue
Hugh Fortescue, IV conte Fortescue (16 aprile 1854 – 29 ottobre 1932), è stato un politico inglese.

## Biografia
Era il figlio di Hugh Fortescue, III conte di Fortescue, e di sua moglie, Lady Georgiana Dawson-Damer, figlia di Lionel George Dawson-Damer. Studiò alla Harrow School e al Trinity College di Cambridge.

## Carriera militare
È stato capitano della North Devon Hussar Yeoman e divenne colonnello del North Devon Yeomanry. Era giudice di pace per Devon e per South Molton, la città vicino alla sede della famiglia di Castle Hill, Filleigh. Servì come vice tenente per Devon ed è stato Lord luogotenente del Devon (1903-1928). È stato anche presidente del consiglio della contea di Devon e Gran Maestro di massoni nel Devon. È stato Maestro delle Staghounds Devon e Somerset.
È stato, per un tempo, segretario privato di Lord presidente del Consiglio, il conte Spencer. Fu aiutante di campo del re Edoardo VII (1903-1910) e, nel 1911, venne nominato cavaliere del Bagno. Era aiutante di campo del re Giorgio V (1910-1921).

## Carriera politica
Nel 1881 è stato eletto come membro liberale per Tiverton, carica che mantenne fino al 1885. Nel 1885 è stato eletto deputato per Tavistock.

## Matrimonio
Sposò, il 15 luglio 1886, la cugina Emily Ormsby-Gore, figlia di William Ormsby-Gore, II barone Harlech. Ebbero tre figli:
- Hugh Fortescue, V conte di Fortescue (1888-1958)
- Geoffrey Faithful Fortescue (1891-1900)
- Denzil Fortescue, VI conte di Fortescue (1893-1977)

## Morte
Morì il 29 ottobre 1932, a 78 anni.

## Ascendenza
|                                        |                                       |                                         | Genitori                                        |  |  | Nonni |  |  | Bisnonni                             |  |  | Trisnonni                              |  |
|                                        |                                       |                                         |                                                 |  |  |       |  |  | Hugh Fortescue, I conte di Fortescue |  |  | Matthew Fortescue, II barone Fortescue |  |
|                                        |                                       |                                         |                                                 |  |  |       |  |  | Hugh Fortescue, I conte di Fortescue |  |  | Matthew Fortescue, II barone Fortescue |  |
|                                        |                                       | Anne Campbell                           |                                                 |  |  |       |  |  | Hugh Fortescue, I conte di Fortescue |  |  |                                        |  |
| Hugh Fortescue, II conte di Fortescue  |                                       |                                         |                                                 |  |  |       |  |  | Hugh Fortescue, I conte di Fortescue |  |  |                                        |  |
|                                        |                                       | Hester Grenville                        | hon. George Grenville                           |  |  |       |  |  |                                      |  |  |                                        |  |
|                                        |                                       | Hester Grenville                        | hon. George Grenville                           |  |  |       |  |  |                                      |  |  |                                        |  |
|                                        |                                       | Hester Grenville                        | Elizabeth Wyndham                               |  |  |       |  |  |                                      |  |  |                                        |  |
| Hugh Fortescue, III conte di Fortescue |                                       | Hester Grenville                        |                                                 |  |  |       |  |  |                                      |  |  |                                        |  |
|                                        |                                       | Dudley Ryder, I conte di Harrowby       | Nathaniel Ryder, I barone Harrowby              |  |  |       |  |  |                                      |  |  |                                        |  |
|                                        |                                       | Dudley Ryder, I conte di Harrowby       | Nathaniel Ryder, I barone Harrowby              |  |  |       |  |  |                                      |  |  |                                        |  |
|                                        |                                       | Dudley Ryder, I conte di Harrowby       | Elizabeth Terrick                               |  |  |       |  |  |                                      |  |  |                                        |  |
| lady Susan Ryder                       |                                       | Dudley Ryder, I conte di Harrowby       |                                                 |  |  |       |  |  |                                      |  |  |                                        |  |
|                                        |                                       | lady Susan Leveson-Gower                | Granville Leveson-Gower, I marchese di Stafford |  |  |       |  |  |                                      |  |  |                                        |  |
|                                        |                                       | lady Susan Leveson-Gower                | Granville Leveson-Gower, I marchese di Stafford |  |  |       |  |  |                                      |  |  |                                        |  |
|                                        |                                       | lady Susan Leveson-Gower                | lady Susannah Stewart                           |  |  |       |  |  |                                      |  |  |                                        |  |
| Hugh Fortescue, IV conte Fortescue     |                                       | lady Susan Leveson-Gower                |                                                 |  |  |       |  |  |                                      |  |  |                                        |  |
|                                        | John Dawson, I conte di Portarlington | William Henry Dawson, I visconte Carlow |                                                 |  |  |       |  |  |                                      |  |  |                                        |  |
|                                        | John Dawson, I conte di Portarlington | William Henry Dawson, I visconte Carlow |                                                 |  |  |       |  |  |                                      |  |  |                                        |  |
|                                        | John Dawson, I conte di Portarlington | Mary Damer                              |                                                 |  |  |       |  |  |                                      |  |  |                                        |  |
| hon. George Lionel Dawson-Damer        | John Dawson, I conte di Portarlington |                                         |                                                 |  |  |       |  |  |                                      |  |  |                                        |  |
|                                        |                                       | lady Caroline Stuart                    | John Stuart, III conte di Bute                  |  |  |       |  |  |                                      |  |  |                                        |  |
|                                        |                                       | lady Caroline Stuart                    | John Stuart, III conte di Bute                  |  |  |       |  |  |                                      |  |  |                                        |  |
|                                        |                                       | lady Caroline Stuart                    | Mary Wortley-Montagu, I baronessa Mount Stuart  |  |  |       |  |  |                                      |  |  |                                        |  |
| Georgiana Dawson-Damer                 |                                       | lady Caroline Stuart                    |                                                 |  |  |       |  |  |                                      |  |  |                                        |  |
|                                        |                                       | lord Hugh Seymour                       | Francis Seymour-Conway, I marchese di Hertford  |  |  |       |  |  |                                      |  |  |                                        |  |
|                                        |                                       | lord Hugh Seymour                       | Francis Seymour-Conway, I marchese di Hertford  |  |  |       |  |  |                                      |  |  |                                        |  |
|                                        |                                       | lord Hugh Seymour                       | lady Isabella Fitzroy                           |  |  |       |  |  |                                      |  |  |                                        |  |
| hon. Mary Georgiana Seymour            |                                       | lord Hugh Seymour                       |                                                 |  |  |       |  |  |                                      |  |  |                                        |  |
|                                        |                                       | lady Anne Horatia Waldegrave            | James Waldegrave, II conte Waldegrave           |  |  |       |  |  |                                      |  |  |                                        |  |
|                                        |                                       | lady Anne Horatia Waldegrave            | James Waldegrave, II conte Waldegrave           |  |  |       |  |  |                                      |  |  |                                        |  |
|                                        |                                       | lady Anne Horatia Waldegrave            | Maria Walpole                                   |  |  |       |  |  |                                      |  |  |                                        |  |
|                                        |                                       | lady Anne Horatia Waldegrave            |                                                 |  |  |       |  |  |                                      |  |  |                                        |  |